# Ian Hart
Ian Hart (Liverpool, Lancashire, Anglaterra, 8 d'octubre de 1964) és un actor britànic de cinema i de sèries de televisió.

## Biografia
Ian Hart va néixer a Liverpool, Lancashire, Anglaterra, net d'immigrants irlandesos. És el primer de tres germans, va ser criat en una família catòlica i va assistir a l'Escola Cardenal Allen Grammar (ara anomenat Institut Catòlic Cardenal Heenan) a Liverpool. Posteriorment va estudiar teatre a la Universitat Liverpool Mabel Fletcher's de Música i Drama (ara ja no existeix).
Des de 1988 a 1991, Hart va estudiar producció de vídeo a la Universitat de South Mersey (ara forma part de la Universitat Liverpool Community). Va interpretar un milicià republicà en la Guerra Civil Espanyola en Terra i Llibertat (1995); un treballador aturat de les drassanes de Liverpool en Liam (2000), i al malvat Professor Quirrell en Harry Potter i la pedra filosofal (2001).
Hart ha interpretat a John Lennon dues vegades — en The Hours and Times (1991) i en Backbeat (1994) — i també va interpretar a Arthur Conan Doyle.
En la televisió, va interpretar el personatge de Doyle, el Dr. Watson. Va ser Watson en dues pel·lícules de televisió de Sherlock Holmes, produïdes per la BBC One durant el nadal de 2002 i 2004.
Ha interpretat al paparazzi esquizofrènic Don Konkey en la sèrie Dirt de la cadena anglesa FX.

## Filmografia
- The Hours and Times (1991), com John Lennon.
- Backbeat (1994), com John Lennon.
- Nothing Personal (1995), com Ginger.
- L'anglès que va pujar un turó però va baixar una muntanya (1995), com Johnny el traumatitzat.
- Terra i Llibertat (1995), com David Carr.
- Michael Collins (1996), com Joe O'Reilly.
- The Butcher Boy (1997), com l'Oncle Alo.
- Monument Ave. (1998).
- El final de l'idil·li (The End of the Affair) (1999), com el Sr. Parkis.
- This Year's Love (1999).
- Enemy of the State (1999), com el detectiu John Bingham.
- Wonderland (1999), com Dan.
- Liam (2000), com a Papà.
- The Closer You Get (2000), com Kieran.
- Harry Potter i la pedra filosofal (2001), com el Professor Quirrell.
- Strictly Sinatra (2001), com Toni Cocozza
- The Hound of the Baskervilles (2002) (televisió), com el Dr. Watson.
- A la gola del llop (Den of Dead) (2003), com el narrador.
- Eroica (2003), com Ludwig van Beethoven.
- Longitude (2003), com John Harrison.
- Descobrir el País de Mai Més (Finding Neverland) (2004), com Sir Arthur Conan Doyle.
- Sherlock Holmes and the Case of the Silk Stocking (2004) (TV), com el Dr. Watson.
- Harry Potter i el pres d'Azkaban (2004)
- Ripley Under Ground (2005), com Bernard Sayles.
- The Virgin Queen (BBC 2006, US PBS 2005) (TV), com William Cecil i Lord Burghley.
- Tristam Shandy (A Cock and Bull Story) (2006), com Joe.
- A Girl and a Gun (Curt) (2007), com Johnny.
- Dirt (FX 2007) (TV), com a Don Konkey.
- Agents of S.H.I.I.L.D. (sèrie) (2013), com el doctor Franklin Hall.
- Bates Motel (sèrie) (2013), com Will Decody.
- My Mad Fat Diary (sèrie) (2013), com Kester.
- The Bridge (sèrie) (2014), com l'agent Buckley de la CIA.
- The Last Kingdom (sèrie) (2015), com el Pare Beocca.
- Terra de Déu (2017), com Martin Saxby.
- The Terror (2018)